# Katharina Wasa (1584–1638)

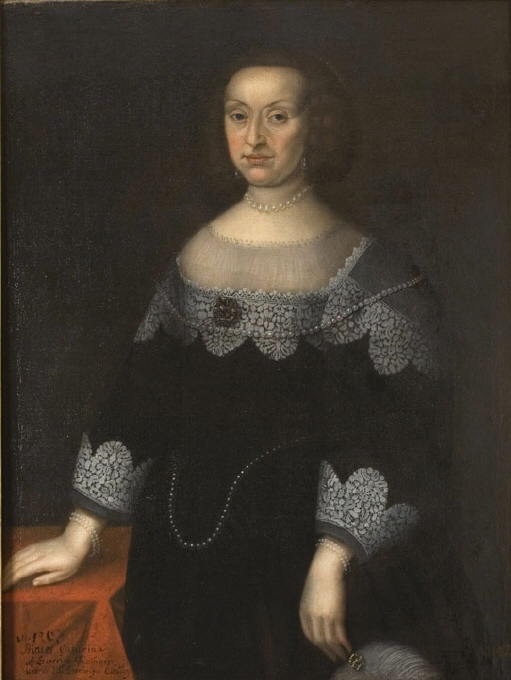
Jacob Heinrich Elbfas: Porträt der Katharina Wasa

Katharina von Schweden (* 19. November 1584  in Nyköping; † 13. Dezember 1638 in Västerås) war eine schwedische Prinzessin und durch ihre Heirat mit Johann Kasimir von Pfalz-Zweibrücken-Kleeburg Titular-Herzogin von Zweibrücken und aus eigenem Recht schwedische Thronfolgerin.

## Leben
Katharina war das einzige Kind von sechs Kindern des späteren Königs  Karl IX. von Schweden und dessen erster Ehefrau Anna Maria von der Pfalz, das die ersten Lebensjahre überlebte. Aus seiner zweiten Ehe mit Christine von Schleswig-Holstein-Gottorf hatte der König dann noch vier weitere Kinder, darunter Katharinas Halbbruder, den späteren schwedischen König Gustav II. Adolf. Nach dem Tod ihrer Mutter im Jahr 1589 wurde Euphrosina Heldin von Dieffenau zur Pflegemutter der Fünfjährigen ernannt. Daraus entwickelte sich eine lebenslange Freundschaft zwischen den beiden Frauen.
Nach der Thronbesteigung ihres Halbbruders Gustav II. Adolf galt Katharina als dessen Vertraute. In einigen Fällen trat sie sogar als seine Beraterin auf. Für eine Prinzessin aus königlichem Haus heiratete sie relativ spät, was an der innenpolitischen Situation Schwedens lag, die die europäischen Staaten verunsicherte. Dabei handelte es sich vor allem um den Konflikt zwischen Katharinas Vater und dessen Neffen Sigismund III. Wasa. Nachdem einige Heiratsprojekte gescheitert waren, heiratete sie am 21. Juni 1615 (nach anderen Angaben am 11. Juni) in Stockholm Johann Kasimir von Pfalz-Zweibrücken. Die ersten Jahre nach der Hochzeit verblieb sie noch in Schweden. Erst im Januar 1618 zog sie zu ihrem Ehemann. Das Paar lebte auf Schloss Kleeburg im Nord-Elsass. Nach dem Ausbruch des Dreißigjährigen Krieges musste das Paar vor den Kriegswirren nach Straßburg fliehen. Das Kleeburger Schloss wurde zerstört.
Im Jahr 1622 kehrte das Paar auf Wunsch von König Gustav II. nach Schweden zurück. Der König wollte damit einerseits das Paar von den Schrecken des Krieges in Europa schützen. Zum anderen spielte auch die Frage der schwedischen Thronfolge eine Rolle, denn zu diesem Zeitpunkt waren außer dem König und Katharina sämtliche legitimen  Nachkommen Karls IX. ohne Erben verstorben und auch der König selbst hatte keine eigenen Kinder, nachdem eine Tochter im Vorjahr gestorben war. Damit stand Katharina vorübergehend an erster Stelle der schwedischen Thronfolge. In den Jahren 1623 und 1625 wurden dem König dann eine weitere Tochter und ein Sohn geboren, die aber beide 1624 bzw. 1625 im Säuglingsalter verstarben. Erst mit der Geburt von Prinzessin Christina im Jahr 1626 hatte Gustav II. eine länger lebende Thronfolgerin, die dann 1632 nach seinem Tod tatsächlich den schwedischen Thron besteigen sollte. Katharina und ihr Mann residierten damals auf Schloss Stegeborg. Dort führten sie das Leben von reichen Hochadligen. Ihr Lebensstandard und die Dienerschaft kamen denen am Königshof gleich. Katharina kümmerte sich persönlich um die Verwaltung der ihr übertragen Ländereien. Das Verhältnis zum König blieb auch in den folgenden Jahren gut.
Im Jahr 1632 fiel Gustav Adolf, der aktiv in den Dreißigjährigen Krieg eingegriffen hatte, in der Schlacht bei Lützen. Nunmehr folgte ihm seine noch minderjährige Tochter Christina auf dem Thron nach und Katharina rückte wieder zur Thronfolgerin auf. In den Jahren 1631 bis 1632 hatte Katharina während der Abwesenheit des Königspaares die vorübergehende Vormundschaft über Christina gehabt. Nach dem Thronwechsel kam es zu Differenzen zwischen Katharina und deren Mann mit der neuen Regierung. Dabei ging es auch um die Stellung des Paares und deren Rechte. Vorübergehend zog sich das Paar aus dem Hofleben zurück. Bald darauf wendete sich das Blatt wieder. Kanzler Axel Oxenstierna betraute Katharina mit der Vormundschaft über die junge Königin. Laut späterer Aussage von Christina verbrachte sie eine glückliche Zeit bei ihrer Tante und deren Kindern. Während Katharina in Schweden als Mitglied des Königshauses sehr beliebt war, stand ihr Mann eher im Abseits. Um Johann Kasimir versammelte sich auf Schloss Stegeborg ein Kreis von Gegnern des Kanzlers Oxenstierna. Im Jahr 1638 floh der königliche Hof vor einer Seuche aus Stockholm nach Västerås, wo Prinzessin Katharina am 13. Dezember des gleichen Jahres immer noch als schwedische Thronfolgerin verstarb.
Sie wurde im Dom zu Strängnäs beigesetzt.

## Weitere Entwicklung
Nach Katharinas Tod vererbte sich ihr Thronanspruch auf ihren ältesten Sohn Karl Gustav, den späteren schwedischen König Karl X. Dieser verliebte sich in seine Cousine, Königin Christine, und wurde von ihr 1647 zum Generalissimus der schwedischen Truppen in Deutschland ernannt. Im Jahr 1649 erklärte Christine ihre Absicht Karl zu heiraten. Bei dieser Gelegenheit wurde dieser auch offiziell vom schwedischen Reichstag als Thronfolger anerkannt. Doch schon 1650 erklärte Christina, niemals heiraten zu wollen (wohl auch, weil Karl Gustav im März 1649 ein unehelicher Sohn geboren worden war), und am 16. Juni 1654 dankte sie ab. Bereits am folgenden Tage wurde Karl ihr Nachfolger. Damit gelangte die schwedische Krone über Katharina Wasa an das Haus Wittelsbach, dem die Herzöge von Pfalz-Zweibrücken angehörten.

## Nachkommen
Johann Kasimir und Katharina Wasa hatten acht Kinder:
- Christine Magdalena (* 27. Mai 1616 in Nyköping; † 14. August 1662 auf Schloss Karlsburg), heiratete 1642 Markgraf Friedrich VI. von Baden-Durlach (1617–1677)
- Karl Friedrich (* 13. Juli 1618 in Meisenheim; † 13. September 1619 in Kleeburg)
- Elisabeth Amalia (* 11. September 1619 in Kleeburg; † 2. Juli 1628 auf Schloss Stegeborg)
- Karl Gustav (* 18. November 1622 in Nyköping; † 23. Februar 1660 in Göteborg), 1652–1660 Pfalzgraf von Zweibrücken-Kleeburg, 1654–1660 als Karl X. Gustav König von Schweden; heiratete 1654 in Stockholm Herzogin Hedwig Eleonora von Schleswig-Holstein-Gottorf (1636–1715)
- Marie Euphrosine (* 14. Februar 1625 auf Schloss Stegeborg; † 24. Oktober 1687 in Höjentorp), heiratete 1647 in Stockholm Magnus Gabriel De la Gardie (1622–1686)
- Eleonore Katharine (* 17. Mai 1626 auf Schloss Stegeborg; † 1692 in Osterholz); heiratete 1646 in Stockholm Landgraf Friedrich von Hessen-Eschwege (1617–1655)
- Adolf Johann I. (* 21. Oktober 1629 auf Schloss Stegeborg; † 24. Oktober 1689 ebendort), 1654–1689 als Nachfolger seines Bruders Karl Gustav Pfalzgraf von Zweibrücken-Kleeburg; heiratete 1649 in Stockholm Gräfin Else Beate Brahe zu Visingsborg (1629–1653), in zweiter Ehe 1661 in Tidö deren Schwester Else Elisabeth Brahe zu Visingsborg (1632–1689)
- Johann Gustav (* um 1630)